# Паньо (провінція Кунео)
Паньо (італ. Pagno, п'єм. Pagn) — муніципалітет в Італії, у регіоні П'ємонт, провінція Кунео.
Паньо розташоване на відстані близько 510 км на північний захід від Рима, 55 км на південний захід від Турина, 28 км на північ від Кунео.
Населення — 586 осіб (2014).
Щорічний фестиваль відбувається 23 листопада. Покровитель — San Colombano.

## Демографія
Населення за роками:

Станом на 1 січня 2023 року в муніципалітеті офіційно проживало 16 іноземців з 5 країн, серед них 10 громадян країн Євросоюзу та 1 громадянин України.

## Сусідні муніципалітети
- Бронделло
- Кастеллар
- Манта
- П'яско
- Ревелло
- Салуццо
- Венаска
- Верцуоло